# František Smolka

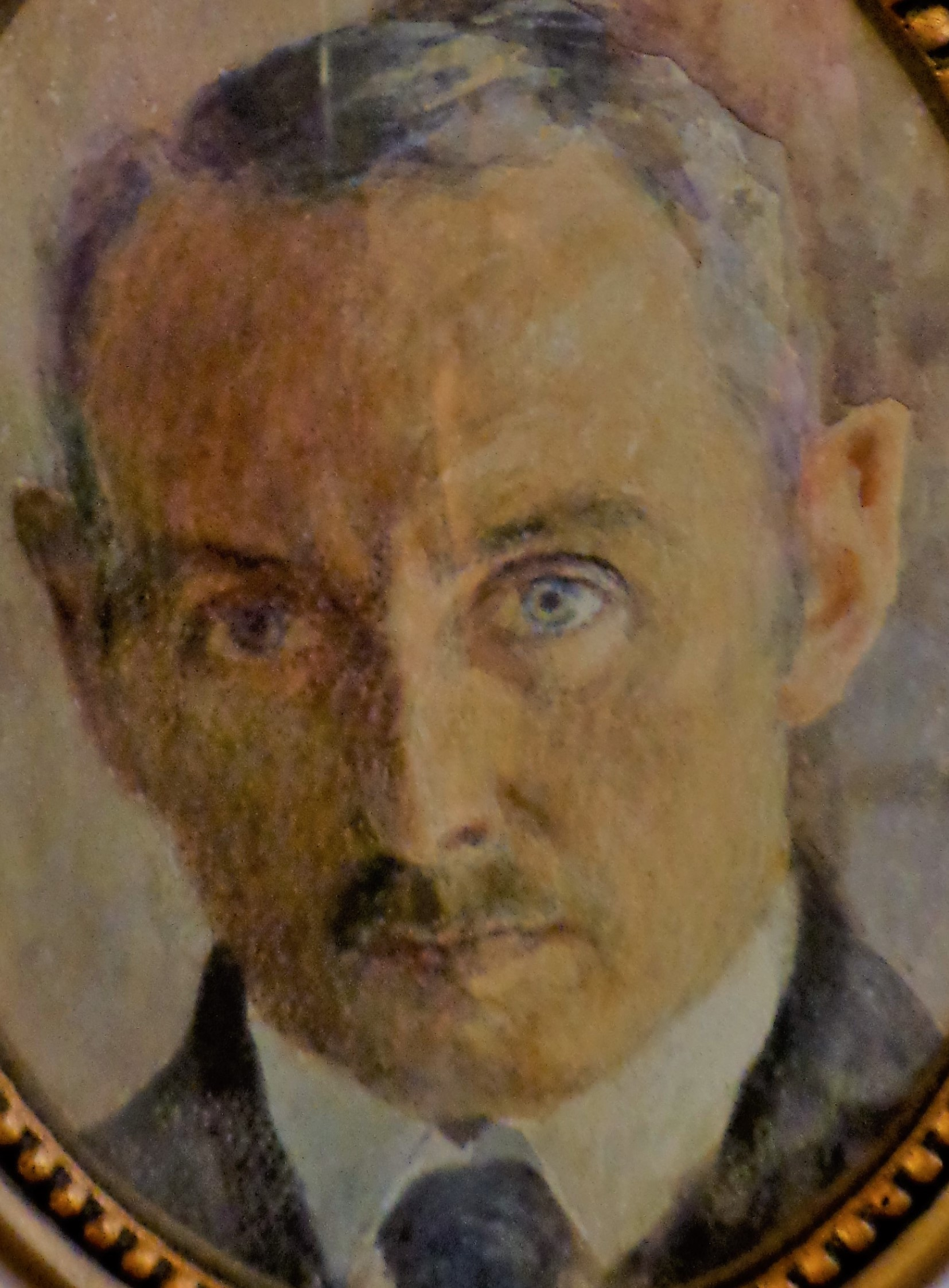
Autoportrét

František Smolka, uváděn též jako František M. Smolka (7. října 1885 Věrovany – 25. února 1974 Moravský Beroun) byl český akademický malíř.

## Život
Po maturitě absolvoval dva roky architektury na pražské vyšší škole technické. Přípravu budoucího umělce dovršil tříletým studiem na Umělecko-průmyslové škole v Praze. Učili jej profesoři Emanuel Dítě, Karel Vítězslav Mašek a Jan Preisler. Po studiích nastoupil jako pedagog na reálce v Hradci Králové.

### První světová válka
Když přeběhl na ruské frontě do zajetí, bylo s ním zřejmě zacházeno šetrněji, neboť se mohl věnovat kreslení. Tak prožil svůj pobyt v zajateckém táboře v Pavlodaru na Sibiři.
Mezi českými zajatci neustále probíhala agitace do tvořících se legií zahraničního vojska Čechů a Slováků. Dne 13. srpna 1916 se hlásil ppor. Smolka v Omsku do československých legií. V květnu 1918 byl vyslán svým útvarem jako delegát na sjezd československého vojska, konaný v Čeljabinsku.
Dle záznamu z jeho kmenového listu byl 29. října 1918 pověřen založením i redakcí tzv. „Zlaté knihy padlých“ 4. pluku. Předpokládá se, že tato smutná plukovní kronika byla ilustrována jeho kresbami nebo malbami. Kniha však nebyla nalezena a její uložení není ve Vojenském historickém archivu evidováno.
Dne 15. června 1920 se vrátil s 22. lodním transportem přes Vladivostok, Suez a Terst do osvobozené vlasti, byl vyznamenán čsl. revoluční medailí a medailí za vítězství a k datu 25. září 1920 demobilizován. Stal se nadporučíkem v záloze a byl přemístěn k 6. pluku do Olomouce.

### Pedagogická činnost
V roce 1921 se stal postupně profesorem kreslení, rýsování, krasopisu a matematiky na České státní reálce v Olomouci. Řadě olomouckých výtvarných umělců, např. Aljo Beran, Slavoj Kovařík, Ing. Hynek, Radoslav Kutra a další, poskytl solidní profesní základy pro jejich tvorbu. Malíř Slavoj Kovařík připomínal zejména Smolkův velkorysý přístup ve vztahu učitel – žák.

### Rodina
Dcera Alice Marešová-Smolková studovala na Vysoké škole umělecko průmyslové v ateliéru pro užité sochařství, glyptiku a rytí ve skle profesora Karla Štipla (1889–1972). Syn Ctirad Smolka působil jako výtvarník v časopise Dikobraz.

## Dílo
Tvorba Františka Smolky prošla třemi inspiračními zdroji: vojenským prostředím a malováním cizích krajin, v nichž právě pobýval, dále to byla výtvarně pedagogická činnost na státní reálce v Olomouci a nejvýznamnější část jeho díla naplňovalo malování s regionálními náměty, zejména ve městě Olomouci a širším okolí, včetně Věrovan. Pracoval různými technikami, nejčastěji olejem, akvarelem a kresbou. Vyhýbal se velkým plátnům, volil většinou střední a malé rozměry. Náměty lze Smolku zařadit mezi regionální malíře. Zamiloval si staré uličky Olomouce (bydlel v Hrnčířské ulici č. 20) a vůbec svéráznou architekturu včetně historických památek i celých střešních panoramat.
Venkovská témata maloval na Hané i v lokalitách dosti vzdálených (Jablunkov, Dyje u Vranova, Budišov n. B., Salašnice, Ledeč, Ostravice, Valašsko aj.).
Byl v podstatě realista a zanechal historickou dokumentaci, avšak jeho tahy štětcem, rydlem, či tužkou, nebyly nijak školometské. Např. starobylost domů vystihoval nápadnou deformací, jeho krajina je někdy i silně náznaková. V naučném slovníku se o něm dočteme, že tvořil „po způsobu“ impresionistů. Víme, že nejvíce obdivoval francouzského malíře Maurice Utrilla (1883-1955).
Ilustroval knihu legionáře Pavla Finka Bílý admirál.